# Marie Toulmouche
Pour les articles homonymes, voir Toulmouche.
Marie Lecadre, née le 7 juin 1836 dans le 3e canton de Nantes et morte le 11 janvier 1917 à son domicile du 5e canton de Nantes, est une artiste peintre et pastelliste française. Elle est aussi l'épouse de Auguste Toulmouche sous le nom de Marie Toulmouche et la cousine de Claude Monet.

## Biographie
Alphonse Henry Lecadre, avoué à Nantes, et Marie Élisabeth Malvina Gigougeux, ont trente-quatre et vingt-quatre ans respectivement à la naissance de leur fille Marie le 7 juin 1836,   Jacques Edmond Maurice LECADRE naît le 16 novembre 1840 deviendra photographe, Alphonse Eugène Félix Lecadre naît le 4 Janvier 1842.  Les trois enfants sont nés au domicile des parents à Nantes dans le 3e Canton.
Marie Lecadre, domiciliée chez ses père et mère rue Crébillon, a 25 ans quand elle épouse Auguste Toulmouche, artiste peintre de 32 ans, le 3 décembre 1861 mariage dans le 5e canton de Nantes. Son futur époux avait déjà une certaine renommée artistique.
En 1871, elle hérite de la propriété de Blanche-Couronne à Savenay qui appartenait à son père depuis 1841. Le couple Toulmouche effectue de nombreux travaux intérieur et extérieur, création d'un salon et de chambres pour recevoir du monde, aménagement d'un atelier de peinture et d'un parc à l'anglaise. L'abbaye transformée en château, peu à peu en résidence de villégiature puis pépinière artistique par les multiples invitations à y séjourner aux artistes comme José-Maria de Heredia, Pierre Louÿs, Jean de Tinan, Henri de Régnier pour la poésie et la Littérature, Élie Delaunay pour la peinture qui décore une des salles et y réalise le portrait de Marie Toulmouche avec Blanche-Couronne en fond de toile, Paul Baudry, Claude Monet deux autres peintres et bien d'autres. Cette fréquentation d'artistes et de bourgeoisie favorise la création artistique.
Auguste Toulmouche réalise plusieurs portraits de Marie, son épouse, et utilisera comme modèle son visage et ses robes pour ses nombreuses peintures.
Marie Toulmouche dans cette ambiance artistique crée de nombreux tableaux, huile ou pastel, que l'on retrouve dans les galeries Georges Petit et nombreuses expositions des Beaux-Arts en province, à Pau, Périgueux, Nantes ou à Paris. Son style de représentation fidèle et détaillé de la nature s'inscrit dans la tradition de la nature morte et de l'influence du Réalisme du XIXe siècle. Fleurs de ronces, et Pêches et Raisins ont fait partie de la collection Alphonse de Rothschild, mécène et collectionneur avisé, qui a fait don au Musée de Laon de Fleurs de ronces et à la Mairie de Beauvais Pommes d'Api, ce qui indiquerait un niveau de maitrise apte à exposer dans les salons des artistes français, confirmé par un niveau de première mention honorable en 1992. La majorité de ses œuvres sont des natures mortes. Des tableaux de fruits, Fruits d'été, Pommes d'api, Fraises et cerises, ou des fleurs Violettes et raisins, Violettes d'automne, Fleurs d'automne, Fleurs de ronces. On retrouve dans les salles de ventes 1994, 1998, 2016, certains pastels de bouquet de fleurs ou huiles du portrait d'une Élégante au bouquet de fleur et à l'éventail ou de natures mortes.
Le 16 octobre 1890, son époux meurt subitement à Paris. Marie Toulmouche continue ses créations et sa participation aux expositions de la Société nationale des beaux-arts au Salon du Champ-de-Mars. En 1892, elle y expose un tableau peint nommé Jacinthes et fait partie des premières Mention Honorable.
Marie Toulmouche meurt le 11 janvier 1917 à son domicile dans le 5e canton de Nantes, au 2 rue Marceau. Elle est inhumée au Cimetière Miséricorde à Nantes.

## Œuvres exposées
- 1886 : deux tableaux de fruits, no 1020 et no 1021 Exposition Beaux-Arts[34], photographie et Art ancien Nantes[35]
- 1888 : Pommes d'api[36], Peinture, Exposition Beaux-Arts, Société des Artistes français, Palais des Champs-Élysées no 2399[37]
- 1888 : Pêches et Raisins offert au musée de la ville de Beauvais par Alphonse de Rothschild[38].
- 1888 : Violettes d'automne[39], pastel Exposition Beaux-Arts, Société des Artistes français, Palais des Champs-Élysées no 3646
- 1888 : Violettes d'automne ou Violettes et raisins[40], pastel, Musée de Soissons[41]offerte[42] par la revue parisienne de l'Art.
- 1888 : Fraises et cerises[43]Exposition Georges Petit[44]
- 1888 : Fruits d'été Exposition Périgueux[45]
- 1889 : Fleurs d'automne, Peinture  Exposition Beaux-Arts, Société des Artistes français, Palais des Champs-Élysées no 2577
- 1890 : Fleurs de ronces no 876, Printemps no 877[46], Salon du Champ-de-Mars
- 1892 : Jacinthes, Peinture   Exposition Société nationale des beaux-arts, Salon du Champ-de-Mars no 1004 (Mlle Veuve M. A)

## Distinctions et hommage
- 1892 : Exposition des Beaux-Arts et des Arts rétrospectifs, Elle fait partie des premières Mention Honorable[27].